# Lance Berkman
William Lance Berkman (Waco, 10 febbraio 1976) è un ex giocatore di baseball statunitense.

## Carriera

### Gli inizi
Nato nella città di Waco nello Stato del Texas, ha frequentato la Canyon High School nella città di New Braunfels per poi passare alla Rice University dove nel 1997 fu vincitore del National College Player of the Year.
Oltre al premio come miglior giocatore, fu inserito nel primo team collegiale sia da Baseball Magazine che da Baseball America e da The Sporting News.
Ha chiuso la propria esperienza al college con una media alla battuta di .385 con 67 fuoricampo e 272 RBI.
Nel 1997 si è piazzato 3º assoluto nella storia della NCAA con 41 fuoricampo messi a segno in una singola stagione, mentre si classificò secondo assoluto di tutti i tempi per RBI totali in carriera con 134, 6º in media bombardieri (1.031) e 4º in basi totali (263).

### Minor League
Selezionato dalla squadra texana degli Houston Astros, ha iniziato la propria carriera professionistica nella Class A Advanced nella Florida State League della Minor League Baseball dove in 53 presenze ha messo a referto 12 fuoricampo, 35 RBI con una media alla battuta di 0,293.
Nel 1998 nella sua seconda stagione nelle leghe minori, ha giocato con Jackson nella Double-A concludendo con una media alla battuta di .306, 24 fuoricampo, 89 RBI in 122 partite giocate.
Nel 1999 dopo un breve inizio nelle leghe minori con una media alla battuta di .323, 8 fuoricampo e 49 RBI, ha debuttato nella massima lega americana il 16 luglio 1999 con gli Houston Astros.

## Major League Baseball

### Houston Astros (1999-2010)
Arrivato nelle file della prima squadra degli Houston Astros nel 1999, Lance inizialmente non giocò nel suo ruolo naturale di prima base per via della presenza di Jeff Bagwell che occupava la stessa posizione e di conseguenza fu spostato nel ruolo di esterno.
Dopo 34 partite nel 1999, nella stagione seguente fu impiegato a tempo pieno terminando la stagione con una media alla battuta di .297, 21 fuoricampo e 67 RBI.
Successivamente con gli Astros è stato leader della lega in RBI nel 2002 con 128 totali e in Double nel 2001 e 2008.
Ha ottenuto con la squadra texana cinque convocazioni al Major League Baseball All-Star Game, 4 partecipazioni Home Run Derby, 2 premi come giocatore del mese della National League e 5 Astros Most Valuable Player.
Singolarmente ha registrato come migliore stagione nel 2002, quando mise a segno 42 fuoricampo (3º nella NL) e 128 RBI (Leader della NL).
Con gli Astros ha vinto il titolo della National League nel 2005 arrivando fino alle finali World Series.

### NY Yankees e St. Louis Cardinals

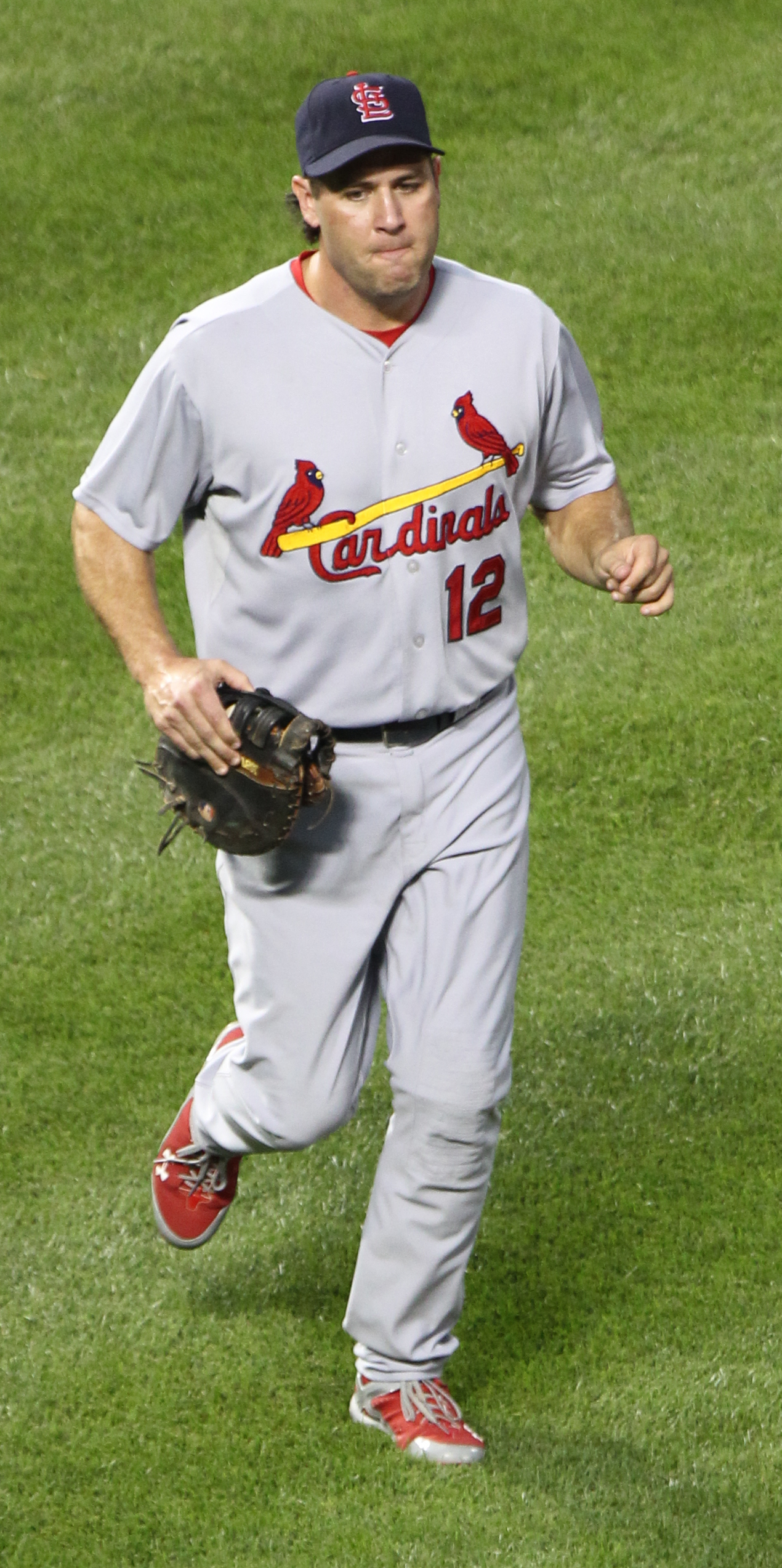
Lance con la maglia dei St. Louis Cardinals vincitori delle World Series 2011

Dopo una breve esperienza con i New York Yankees, nel 2011 è passato a giocare con i St. Louis Cardinals dove ha vinto le World Series.
Oltre alla vittoria del titolo, fu leader della squadra in fuoricampo RBI e media alla battuta venendo premiato prima a metà stagione con la convocazione al suo sesto All-Stars Game poi con il premio NL Comeback Player of the Year.

### Il ritorno in Texas con i Rangers
Il 5 gennaio del 2013, Lance ha firmato da Free agent un contratto di un anno con i Texas Rangers facendo così ritorno nella sua terra natale.

## Riconoscimenti e premi
- vincitore delle World Series del 2011 con i St. Louis Cardinals
- vincitore del titolo della National League nel 2005 con gli Houston Astros
- 6 convocazioni al Major League Baseball All-Star Game (2001–2002, 2004, 2006, 2008, 2011)
- 4 partecipazioni al Major League Home Run Derby
- 2 volte Major League Player of the Month
- vincitore del premio NL Comeback Player of the Year del 2011
- Leader della NL in Double nel 2001 e 2008
- Leader della NL in RBI nel 2002